# 甘肃省话剧院
甘肃省话剧院（简称甘话），是中华人民共和国甘肃省话剧工作者组成的团体。前身为陕甘宁边区的农村剧校，1953年成立甘肃省话剧团，2003年团改院，2012年转企改制。主要剧目《在康布尔草原上》《西安事变》《天下第一桥》等。

## 历史沿革
1939年6月，来自延安的戏剧工作者在陕甘宁边区环县曲子镇成立庆环农村剧校。1940年8月22日，陕甘宁边区庆环分区改称陇东分区。剧校随分区机关迁至庆阳城，同时改称陇东剧团。
1948年，改编为陇东文艺工作团（陇东文工团），随军转战。1949年7月，该团奉命由华池县进发。同年9月到达兰州，改编为甘肃省文艺工作团（甘肃省文工团）。:1871950年3月，甘肃省文工团选调陈子岗等30余人返回庆阳，组成庆阳文艺工作团（庆阳文工团）。:191
1953年8月13日，以甘肃省文工团为基础，在兰州市酒泉路人民剧院成立甘肃省话剧团，设有艺术委员会、戏剧科、组织教育科、总务科。程士荣为首任团长。:842
1970年8月，甘肃省革命委员会将省话剧团、歌剧团、杂技团合并，成立甘肃省文艺工作团（甘肃省文工团）。1971年12月6日撤销，恢复甘肃省话剧团。:842
2003年，改称甘肃省话剧院。
2012年5月30日，甘肃省话剧院有限责任公司挂牌成立，由甘肃省文化厅所属的事业单位转制为国有文化企业，隶属甘肃演艺集团有限责任公司。

## 主要剧目
创作并演出的话剧有：《在康布尔草原上》《滚滚白龙江》《远方青年》《8.26前夜》《西安事变》《岳飞》《白雨》《艾黎在山丹》《极光》《黑雾》《艰难时事》《马背菩提》《邓小平在江西》《兰州老街》《兰州人家》《兰州好家》《老柿子树》《上南梁》《天下第一桥》等。
创作电影作品有：《快马加鞭》《黄河飞渡》《红河激浪》《草原雄鹰》《萨里玛柯》等。:194

## 获奖情况
1956年，话剧《在康布尔草原上》获全国第一届话剧观摩演出演出一等奖、导演一等奖、创作二等奖。
1979年，话剧《西安事变》获新中国成立30周年献礼演出创作一等奖、演出二等奖。
2002年，甘肃省话剧团获文化部授予的“全国文化工作先进集体”荣誉称号。

## 人物
- 编剧：武玉笑、程士荣等；
- 导演：刘韧等；
- 演员：李最、白敬中、赵祖国、李介媛、高信生等。